# Strokapel

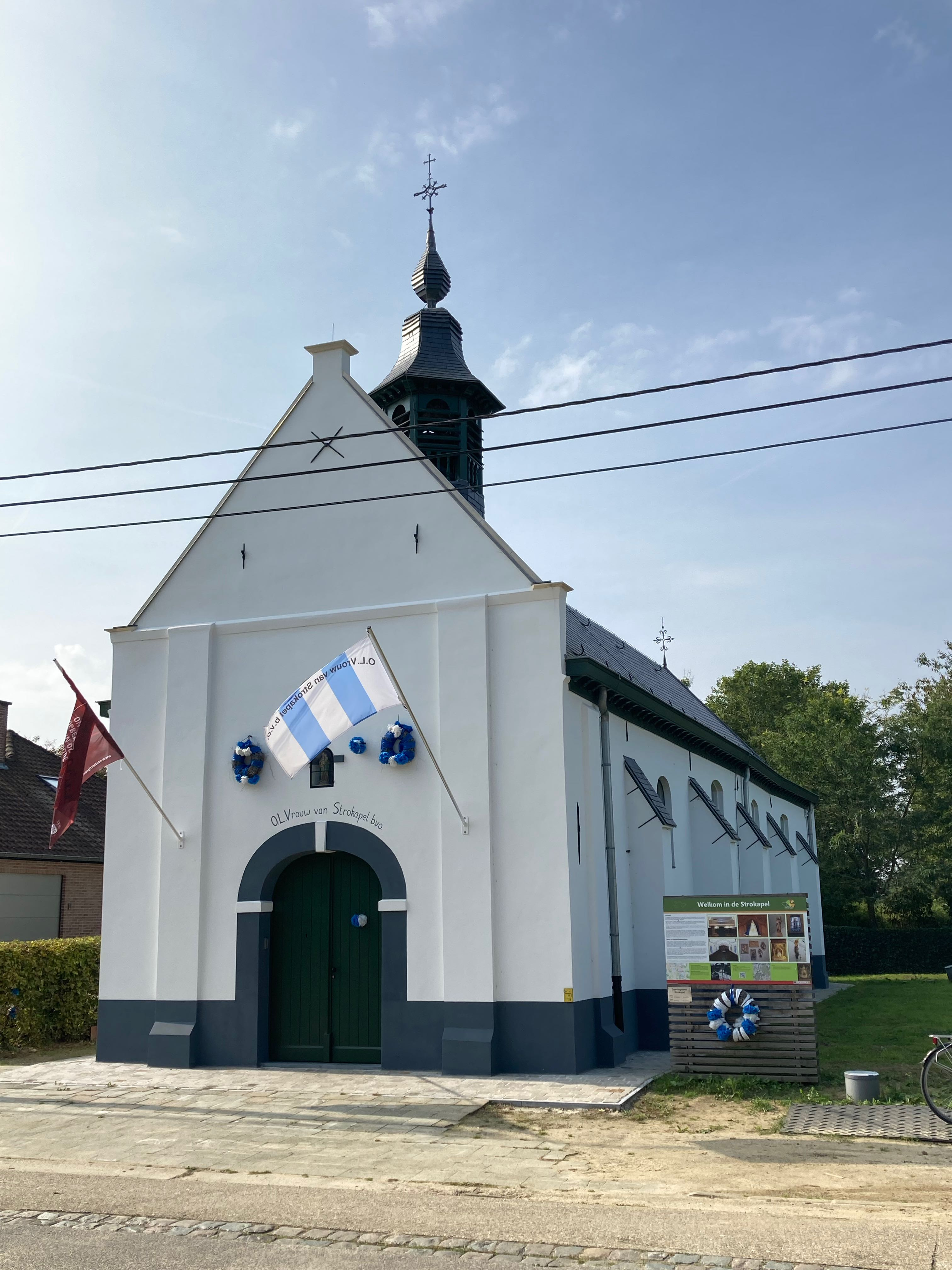
Strokapel na restauratie

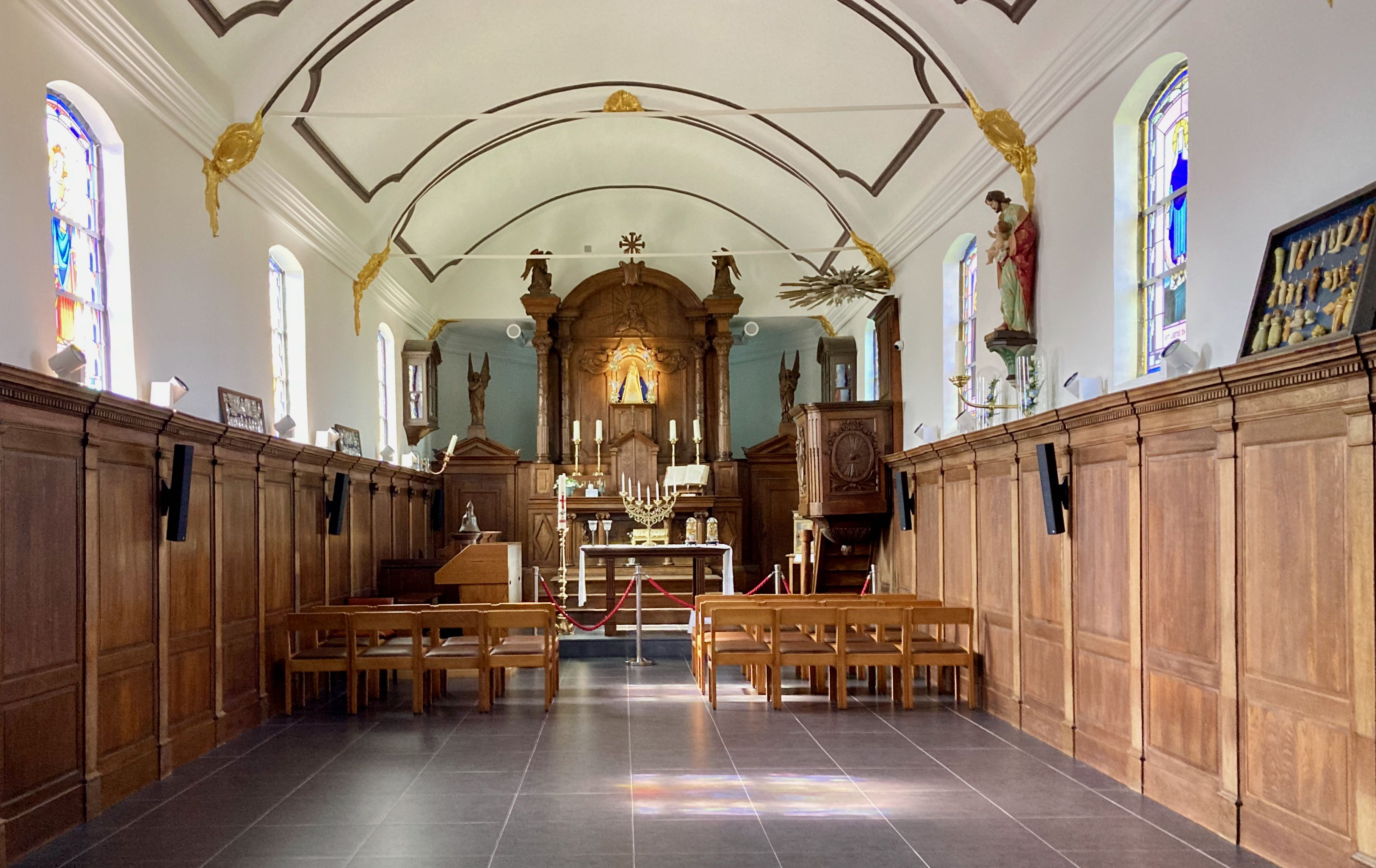
Interieur van de strokapel

De Strokapel, ook de Onze-Lieve-Vrouwkapel of Onze-Lieve-Vrouw-van-de-Strokapel, is een kapel in Ramsel, gewijd aan Onze-Lieve-Vrouw. en gelegen aan de Houtvensesteenweg 70.

## Geschiedenis
In 1662 werd er een klein veldkapelletje opgericht voor het Onze-Lieve-Vrouwe beeldje dat miraculeuze in een eik in Ramsel opgehangen was. Al in 1664 moest het kapelletje uitgebreid worden naar een houten kapel wegens de toeloop van bedevaarders. Begin 18de eeuw werd de houten kapel vervangen door een stenen kapel met een dak van stro - vandaar de naam van de kapel. Tijdens de bouw van de nieuwe Sint-Hubertuskerk tussen 1788-1791 moest de Strokapel dienen als kerk. Om voldoende plaats te kunnen bieden aan de kerkgangers, moest de kapel verlengd worden en werd het koor afgebroken. Tijdens de recente restauratie zijn de eerdere funderingen teruggevonden en in kaart gebracht.
De kapel is een eenbeukige zaalkerk.

## Bescherming
De Strokapel werd in 1985 beschermd als monument.
De laatste pastoor van Ramsel, Jaak Verlinden, laat in januari 2001 het dossier voor renovatie opstarten. Door een zeer slecht beleid sleept de opmaak van het dossier aan tot in 2013. Het Strokapelcomité zorgt voor doorbraak in het restauratiedossier, dat al even bouwvallig lijkt als de Strokapel zelf. Pas in november 2015 werd het dossier 'hoogdringendheid' opgemaakt. De restauratiewerken zijn ondertussen beëindigd en de kapel werd ingehuldigd op 16 oktober 2020.

## Bedevaartplaats
Van de 17e tot de 19e eeuw was Ramsel met zijn Strokapel een bekend bedevaartsoord. Meermaals per jaar trok men in stoet naar de kapel. Er zouden ook verschillende genezingen gebeurd zijn. Bij elke genezing werd als dank een ex voto geschonken aan de kapel. Deze talloze zilveren of houten voorwerpen, met dikwijls een afbeelding van het genezen lichaamsdeel, (bijvoorbeeld oog, hand of been) werden er opgehangen.